# Okres Poprad
Okres Poprad je jedním z okresů Slovenska. Leží v Prešovském kraji, v jeho nejzápadnější části. Na severu hraničí s Polskem a okresem Kežmarok, na jihu s okresy Brezno, Rožňava, Spišská Nová Ves a Levoča, na západě ještě s okresem Liptovský Mikuláš.